# Aventură
O aventură este o acțiune îndrăzneață și riscantă cu un final neprevăzut, mai poate fi un impuls de moment. Termenul aventură se poate referi și la o legătura amoroasă întâmplătoare și trecătoare. Uneori poate căpăta o conotație negativă desemnând o întreprindere dubioasă ori necinstită. Cel mai adesea, termenul este folosit pentru a desemna o activitate cu potențial pericol asupra integrității fizice a unei persoane cum ar fi unele sporturi extreme ca parașutismul sau alpinismul. De asemenea, poate desemna orice întreprindere cu un potențial risc, fie el fizic, financiar sau emoțional.

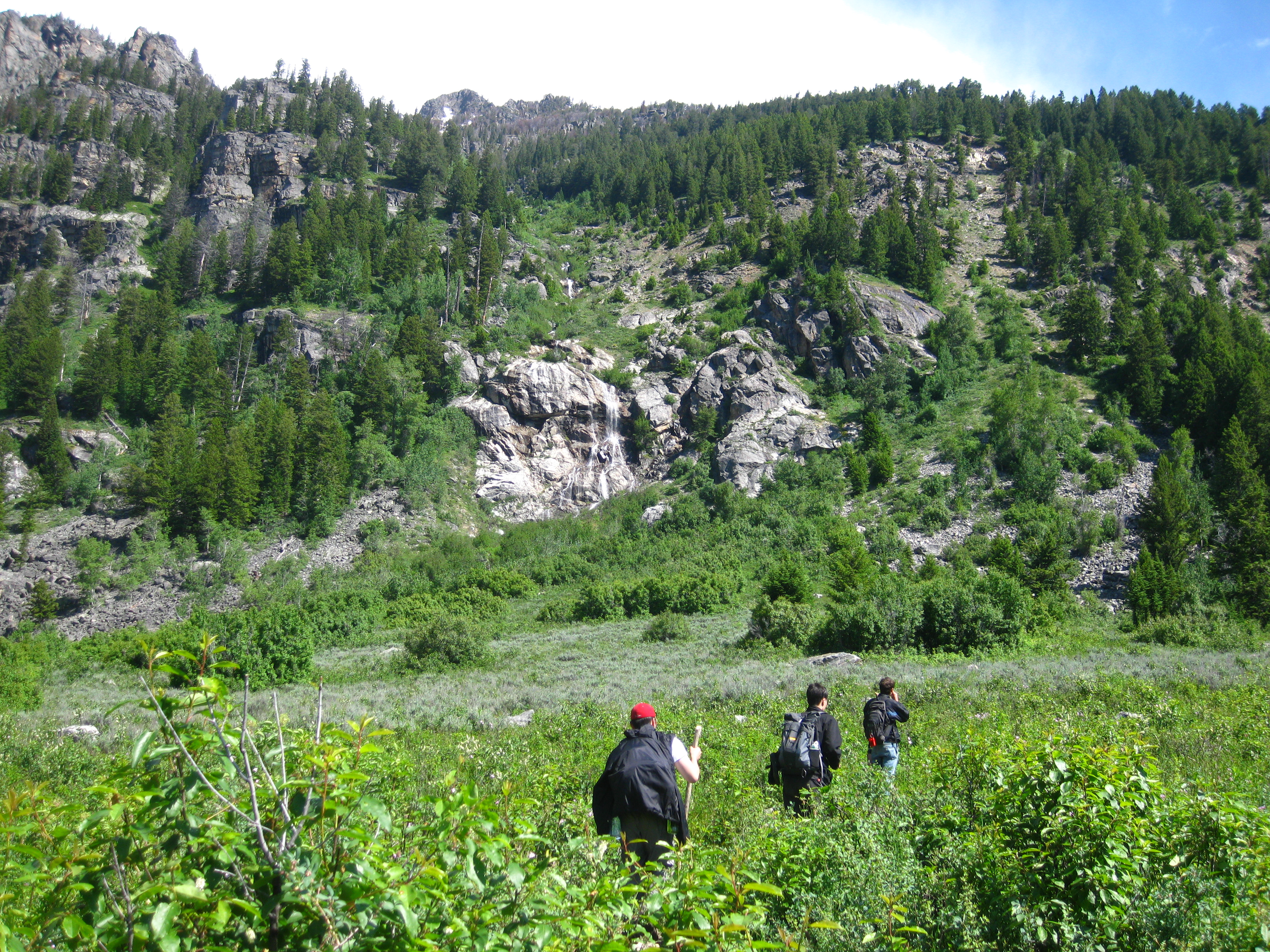
Tineri în căutare de aventură.

Experiențele aventuroase pot produce excitare fiziologică și psihologică, care poate fi interpretată negativ ca fiind teamă sau pozitiv ca exaltare.
Experiențele aventuroase sunt activități recreaționale sau în căutare de senzație, ca turismul, cursele sau activitățile acvatice de senzație, dar pot fi si experiențe cognitive, ca lectura romanelor de „aventură” sau cărți despre exploratori și pionieri, fiind bune cunoscută expresia „aventura cunoașterii”.

## Istoria conceptului
Conceptul de "aventură" este cu siguranță un concept literar de origine romantică. Din a doua jumătate a secolului al XII-lea, în Franța începe desemnare acțiunii din romane cu un cuvânt special: Aventure. Inițial, după cum reiese din povestirile mai vechi, se pare, a fost folosit numai în sensul de „ghinion”, astfel încât, uneori (de exemplu, în „Tristan”), capătă sensul de "destin nefericit." La Chrétien Troyes și la alți romancieri ai generatiei sale, cuvântul a dobândit o semnificație specială, ea a ajuns să însemne o serie de teste prin care „eroul” trebuie să treacă pentru a avansa la statutul de model de perfecțiune. Aparent, etimologic cuvântul derivă de la timpul viitor al verbului latinesc „advenire”.

## Tipuri de aventură
Aventura poate fi considerată ca fiind de 4 feluri:
1. Aventuri ale corpului. Până la moartea lui ca punct final al acestuia. Se încadrează aici: călătoriile, competițiile sportive de agilitate, forță...
2. Aventuri emotionale. Experiența personală, empatia, emoție colectivă. Experiențe romantice sau terifiante, drame, arta circului, umorul, satira sau ca parte a activităților religioase.
3. Aventuri ale minții. Cautările, analiza și sinteza informațiilor. Activități ale serviciilor de informații sau de combatere a criminalității, analiză științifică, educație, cercetare.
4. Aventuri ale spiritului. Activități religioase, filozofice, predicții,reîncarnare, întrebări ale existențiale, șamanism, practici spirituale.

## Aventura în mitologie
Povestirile despre aventuri sunt printre cele mai vechi și mai populare creații literare ale omenirii, exemplele cele mai concludente fiind Epopeea lui Ghilgameș și Odiseea de Homer. De asemenea, călătoriile aventuroase se regăsesc din belșug și în folclorul românesc, în creații impresionante ca Tinerețe fără bătrânețe și viață fără de moarte sau nenumăratele provocări ale lui Făt-Frumos.
Mitologul Joseph Campbell în lucrarea sa Eroul cu o mie de fețe observă că povestirile eroice indiferent de cultură, urmează, în general, același tipar, începând cu „chemarea spre aventură”, urmată de o călătorie în necunoscut și de un eventual triumf. În epoca modernă foarte populare sunt și producțiile cinematografice de aventuri precum seria Indiana Jones sau Stăpânul inelelor.

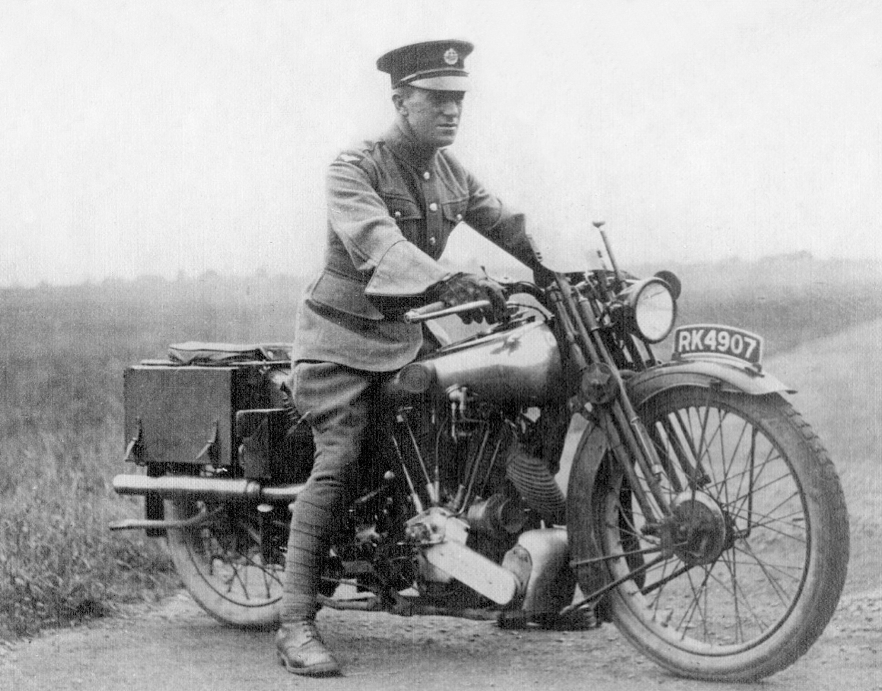
T. E. Lawrence, cunoscut ca Lawrence al Arabiei.

## Aventurieri

#### Aventurieri în istorie
| - Roy Chapman Andrews - Alessandro Cagliostro - Ibn Battuta - George Bogle - Frederick Gustavus Burnaby - Richard Francis Burton - Martha Jane "Calamity Jane" Canary-Burke - Giacomo Casanova - Percy Fawcett - Bartholomew Gosnold - Mata Hari - James Holman - Alexander von Humboldt - Jørgen Jørgensen - T. E. Lawrence | - David Livingstone - Charles Fletcher Lummis - Ranald MacDonald - F.A. Mitchell-Hedges - John Muir - Marco Polo - Arthur Rimbaud - Teddy Roosevelt - Ernest Shackleton - Căpitanul John Smith - Gustavus von Tempsky - Edward John Trelawny - Edward Maria Wingfield - Zheng He |

#### Aventurieri moderni
| - Tania Aebi - Benedict Allen - Peter Blake (1948 – 2001) - Charley Boorman - Stanisław Bułak-Bałachowicz (1883 – 1940) - Brian Caldwell - Morris Cohen (1887 – 1970) - Tim Cope - Laura Dekker - David Dicks - Jessica Dubroff (1988 – 1996) - Hayatullah Khan Durrani - Amelia Earhart (1897 – [1937]?) - Ranulph Fiennes - Ben Fogle - Steve Fossett (1944 – 2007) - Joshua French și Tjostolv Moland - Josh Gates - John Goddard - Robin Lee Graham | - Bear Grylls - Richard Halliburton (1900 – 1939) - Heinrich Harrer (1912 – 2006) - David Hempleman-Adams - Thor Heyerdahl (1914 – 2002) - Mike Horn - Alastair Humphreys - George Kourounis - David Henry Lewis (1917 – 2002) - Jason Lewis - Rory MacLean - Jesse Martin - David Mayer de Rothschild - Christopher McCandless (1968 – 1992) - Ewan McGregor - Ferdynand Antoni Ossendowski (1876 – 1945) - Bruce Parry - David Cornthwaite - Robert Young Pelton - Michael Perham | - Bertrand Piccard - Simon Reeve - Jim Rogers - Tahir Shah - Reid Stowe - Les Stroud - Abby Sunderland - Zac Sunderland - Vicki Van Meter (1982 – 2008) - Ed Viesturs - Ed Wardle - Jessica Watson - Jock Wishart |

#### Aventurieri fictivi

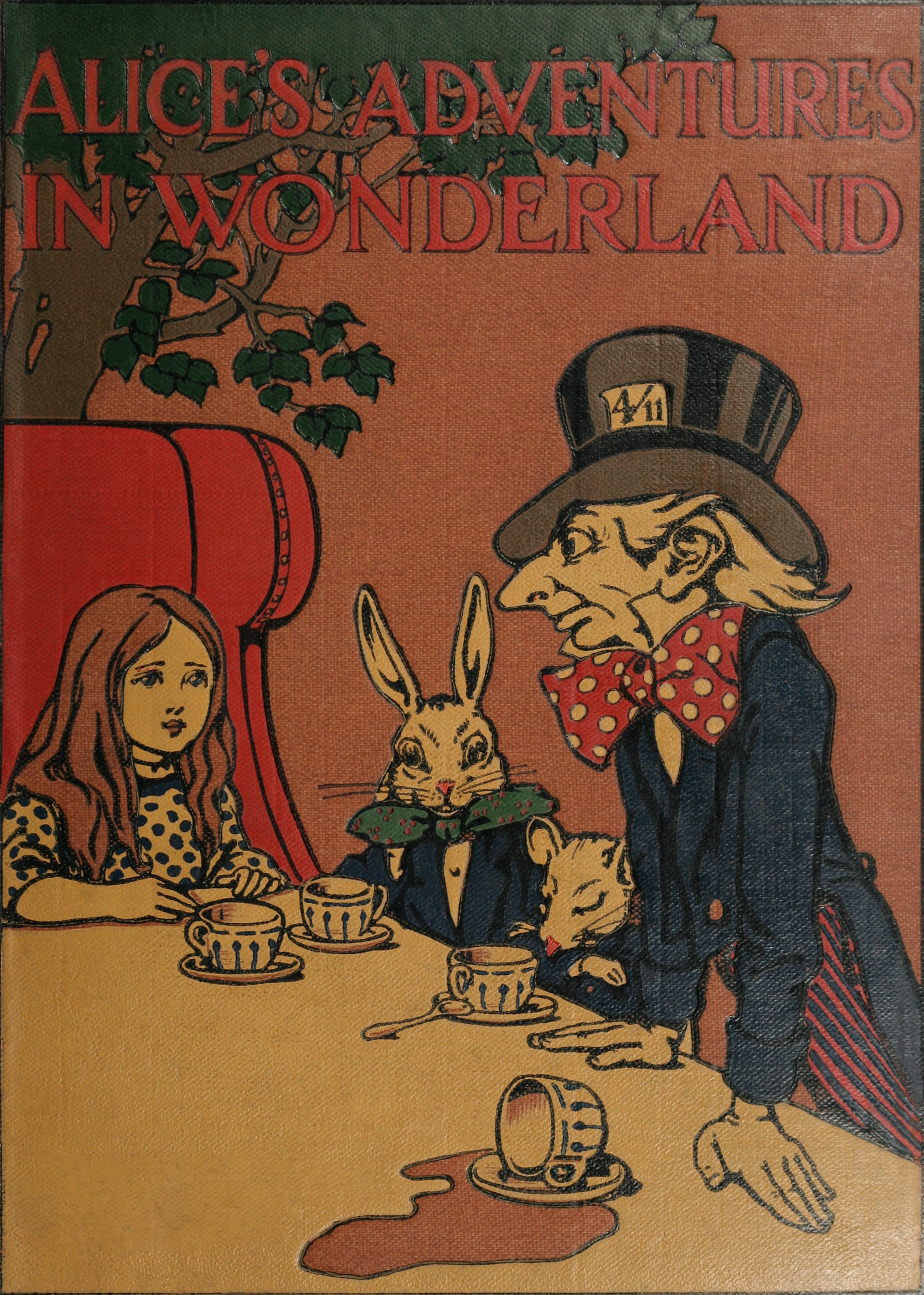
Lewis Carroll - Alice în țara minunilor, o cunoscută aventură fantastică.

| - Allan Quatermain - Alanna of Trebond - Argonauts - Avatar: The Last Airbender - Baronul Munchausen - Benjamin Gates - Bilbo Baggins - Conan Barbarul - Corwin of Amber - Charles Muntz - Corto Maltese - Dirk Pitt - Doc Savage - The Doctor - Don Quixote - Drizzt Do'Urden - Evelyn Carnahan-O'Connell - Finn și Jake (din Adventure Time) | - Flapjack - Flash Gordon - Flynn Rider - Frodo Baggins - Han Solo - Indiana Jones - Jack Flanders - Jack T. Colton - John Carter (personaj) - Jonny Quest - Johnny Thunder (din Lego Adventurers) - Lara Croft - Lemuel Gulliver - Link (The Legend of Zelda) - Lord Asriel - Luke Skywalker | - MacGyver - Monkey D. Luffy - Nathan Drake - Odysseus - Randolph Carter - Rick O'Connell - Rip Haywire - Rusty Venture - Scrooge McDuck - Sinbad - Solomon Kane - Son Goku - Spirou - Tintin - Tom Swift - Xena |

#### Aventurieri români
| - Nicolae Milescu Spătarul - Constantin Cantacuzino - Dimitrie Cantemir - Emil Racoviță - Grigore Antipa - Julius Popper - Sever Pleniceanu - Dumitru Dan - Mircea Eliade - Constantin Lăcătușu 1. |